# باولو تشيكوني (لاعب كرة قدم)
باولو تشيكوني (بالإيطالية: Paolo Cecconi)‏ هو لاعب كرة قدم إيطالي في مركز الدفاع، ولد في 11 يونيو 1953 في سكانديتشي في إيطاليا. لعب مع نادي براتو.